# I Offerlammets tecken
I Offerlammets tecken är en psalm med text och musik skriven 1997 av Ingmar Johansson.

## Publicerad som
- I tillägget 2003 till Psalmer och Sånger 1987 som nummer 802 under rubriken "Kyrkan och nådemedlen - Nattvarden".[1]